# Kristian Birkeland

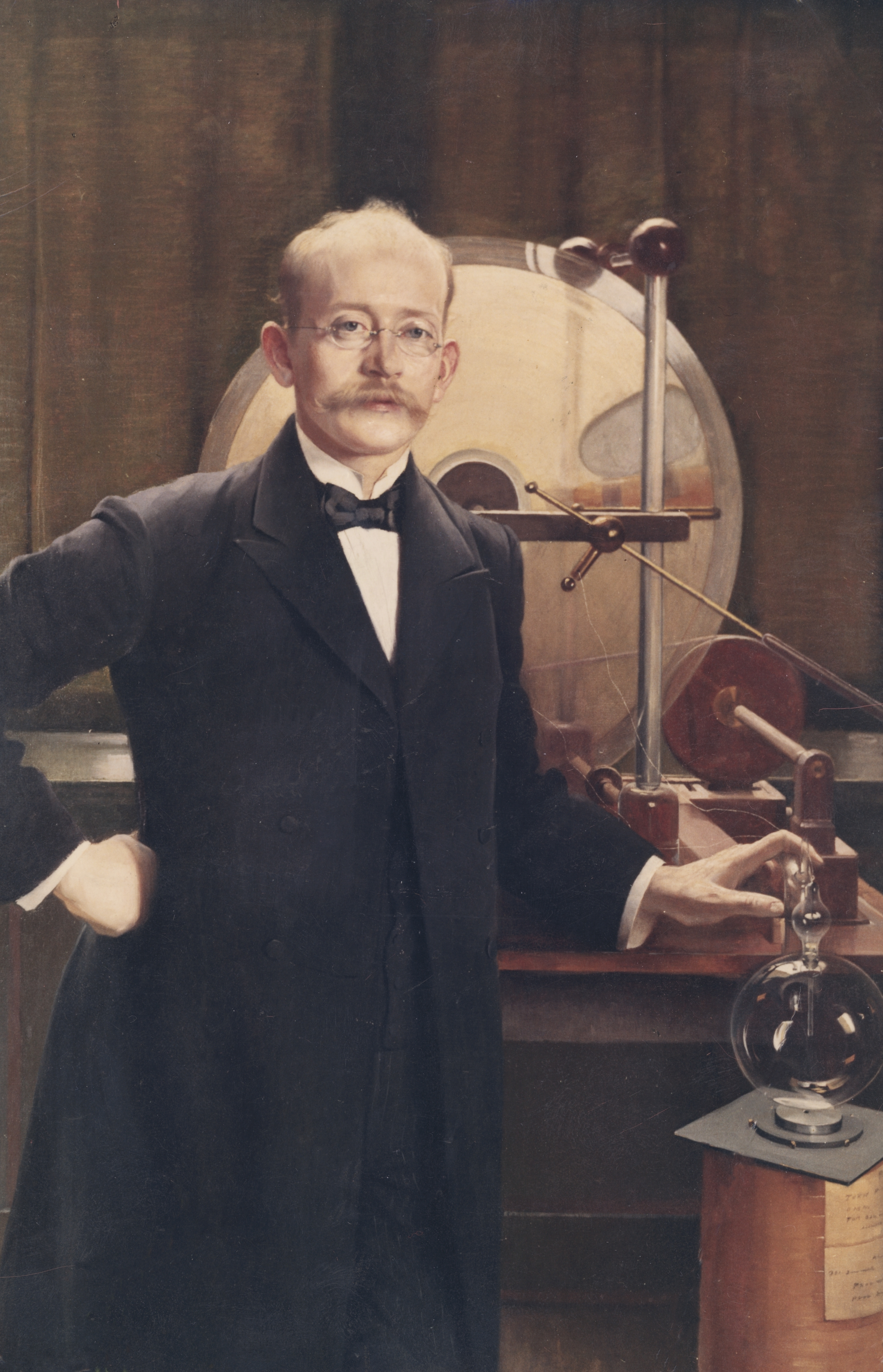
Foto uit 1900 met de terella bij zijn linkerhand

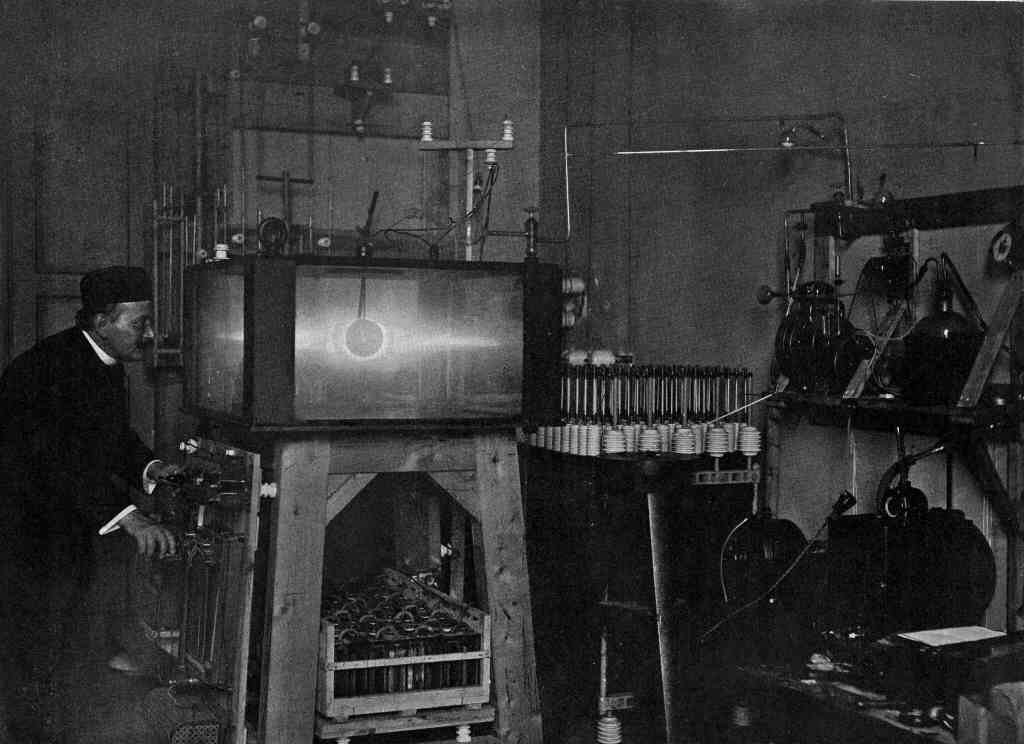
Kristian Birkeland experimenteert met zijn terrella

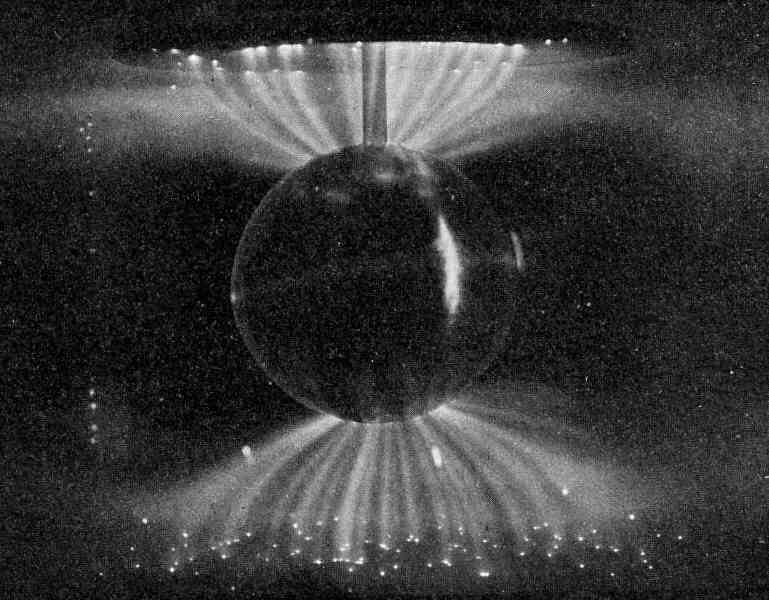
Birkelandstromen in de terella van Birkeland

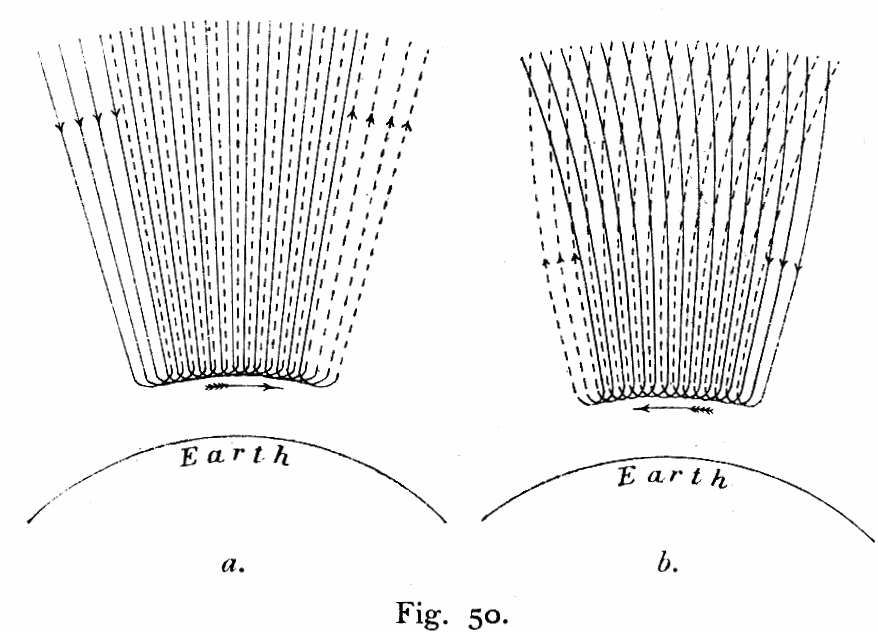
Het diagram van Birkeland

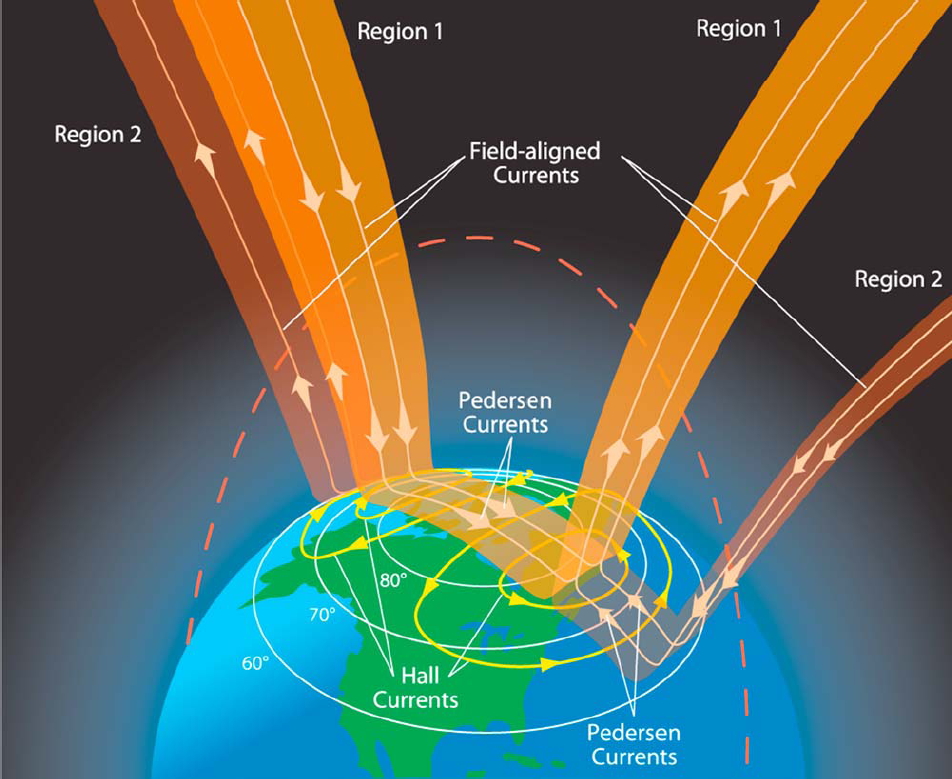
Het principe van de Birkelandstromen

Kristian Olaf Birkeland (Oslo, 13 december 1867 – Tokio, 15 juni 1917) was een Noors natuurkundige. Hij verklaarde als eerste het noorderlicht, vond de Coilgun uit, ontwikkelde het Birkeland-Eydeproces voor productie van salpeterzuur voor kunstmest en stichtte de firma Norsk Hydro om dit industrieel toe te passen.

## Jeugd
Kristian Birkeland was een van beide zoons van Reinard Birkeland en Ingeborg Ege. Zijn broer Tonens Gunnar werd geneesheer. Een neef, Richard Birkeland, was professor in de wiskunde aan de universiteit van Oslo.
Birkeland studeerde aan de universiteit van Oslo scheikunde, wiskunde en fysica.
Birkeland schreef zijn eerste wetenschappelijke publicatie toen hij achttien was.
In 1893 kreeg hij een baan bij de universiteit van Oslo.
Van 1893 tot 1895 reisde hij naar Duitsland, Zwitserland bij Lucien de la Rive en Edouard Sarasin en Frankrijk, waar hij bij Henri Poincaré studeerde.
In 1896 werd hij lid van de Noorse academie voor wetenschappen.

## Poolexpedities
Birkeland ondernam meerdere expedities naar het noorden van Noorwegen om er het aardmagneetveld op te meten.
De Noorse poolexpeditie van 1899 tot 1900 bepaalde voor het eerst de elektrische stromen in de atmosfeer uit metingen van het magneetveld.

## Mislukt huwelijk
In mei 1905 trouwde hij met Ida Charlotte Hammer. Ze kregen geen kinderen. In 1910 liep Birkeland bij zijn experimenten een kwikvergiftiging op. In 1911 scheidde zijn vrouw van hem, omdat ze vond dat Birkeland te veel met zijn werk bezig was.

## Noorderlicht
De ontdekking van röntgenstraling zette Birkeland aan om een vacuümkamer te ontwikkelen om de invloed van magneten op kathodestralen te bestuderen.
Birkeland vervaardigde een "terella" als model voor de aarde: een in vacuüm opgehangen bol met een magneet erin.
Birkeland merkte op, dat een elektronenbundel die naar de terrella werd gericht naar de polen werd geleid en daar ringen van licht veroorzaakte. Hij besloot, dat het noorderlicht ook zo ontstaat. Hij ontwikkelde een theorie, waarbij zonnevlekken elektronen met veel energie uitzenden, de aarde bereiken en door het aardmagnetisch veld naar de polen worden geleid, waar ze het noorderlicht veroorzaken.
Birkeland schreef in 1908 in zijn boek The Norwegian Aurora Polaris Expedition 1902-1903
dat elektrische stromen langs veldlijnen van het aardmagnetisch veld van en naar de polen vloeien. Die stromen heten nu Birkelandstromen. Zijn figuur van die stromen staat onderaan rechts afgebeeld op het biljet van 200 Noorse kronen en zijn terrella staat links op de voorzijde met rechts zijn portret.
Het boek bevat hoofdstukken over magnetische stormen op aarde, het verband met de zon, de oorsprong van de zon, de komeet van Halley en de ringen van Saturnus.
De theorie van Birkeland werd tot na zijn dood verguisd door de meeste wetenschapsmensen van zijn tijd en vooral door Sydney Chapman, die argumenteerde, dat elektrische stroom niet door vacuüm van de ruimte kon en dat de stromen dus op aarde moesten ontstaan.
De Zweedse plasmaspecialist Hannes Alfvén steunde de theorie tegen Chapman.
In 1967 leverde de in 1963 gelanceerde Amerikaanse satelliet 1963-38C met een magnetometer boven de ionosfeer het bewijs dat Birkeland het bij het rechte eind had. In 1974 maakten A.J. Zmuda en J.C. Armstrong de eerste kaart van de Birkelandstromen. In 1976 verfijnden T. Iijima en T.A. Potemra die. De in zijn tijd belachelijk gemaakte theorie is nu algemeen aanvaard.

## Spoelgeweer
De proeven van Birkeland kostten hem veel geld. Om geld te verdienen, meldde hij in 1902 een patent aan voor een elektromagnetisch spoelgeweer. Hij stichtte met enkele investeerders een wapenfabriek om het te produceren. Hij had een mondingssnelheid van 600 m/s verwacht, maar kon maar 100 m/s halen, zodat hij het projectiel van 10 kg maar 1 km ver schoot. Hij hernoemde het toestel tot 'luchttorpedo' en wou de firma verkopen. Bij een demonstratie ontstond een kortsluiting in een van de spoelen en daarop volgde een vlamboog met veel lawaai en rook.

## Birkeland-Eydeproces
Een week later vertelde de ingenieur Sam Eyde aan Birkeland, dat hij een bliksemschicht nodig had om kunstmest te produceren. Birkeland dacht aan de mislukte demonstratie en antwoordde “Ik heb dat!” Birkeland werkte samen met Eyde het Birkeland-Eydeproces uit in een prototype. Om dit in praktijk te brengen, richtten ze de firma Norsk Hydro op. Vanaf dat moment had Birkeland geen geldzorgen meer.
In 1908 verleende de Technische Universiteit Dresden Birkeland een eredoctoraat. Vanaf 1910 werd het Birkeland-Eydeproces gaandeweg verdrongen door een combinatie van het Haber-Boschproces en het Ostwaldproces, omdat dit minder energie kostte.

## Gemiste Nobelprijs
Birkeland werd zevenmaal voorgedragen voor de Nobelprijs voor natuurkunde, maar Eyde stond erop om mee voorgedragen te worden. De Nobelprijs was in het leven geroepen om een oorspronkelijk idee te belonen, niet de commerciële toepassingen ervan. Bovendien waren de verhoudingen tussen Noorwegen en Zweden in die tijd gespannen. Zo liep Birkeland de Nobelprijs mis.

## Plasma
In 1913 stelde Birkeland als eerste dat overal in de ruimte plasma aanwezig is.
"It seems to be a natural consequence of our points of view to assume that the whole of space is filled with electrons and flying electric ions of all kinds. We have assumed that each stellar system in evolutions throws off electric corpuscles into space. It does not seem unreasonable therefore to think that the greater part of the material masses in the universe is found, not in the solar systems or nebulae, but in 'empty' space."
(Het lijkt een natuurlijk gevolg van ons gezichtspunt, dat heel de ruimte gevuld is met elektronen en alle soorten vliegende ionen. We nemen aan, dat elk sterrenstelsel tijdens zijn evolutie elektrisch geladen deeltjes in de ruimte spuwt. Het lijkt daarom niet onredelijk om te denken dat het grootste deel van de massa in het heelal niet te vinden is in de planetenstelsels of sterrennevels, maar wel in de 'lege' ruimte.)

## Zonnewind
In 1916 voorspelde Birkeland als eerste dat de zonnewind uit zowel negatieve als positieve deeltjes bestaat..
"From a physical point of view it is most probable that solar rays are neither exclusively negative nor positive rays, but of both kinds".
(Natuurkundig gezien is het meest waarschijnlijk, dat zonnestralen noch uitsluitend negatief of positief zijn, maar van beide soorten.)

## Reizen
Birkeland reisde naar Jordanië en India. Tussen 1914 en 1917 verbleef hij in Egypte, waar hij in een eigen observatorium werkte.

## Zelfmoord in Tokio
Birkeland reisde in 1917 naar Japan om zijn collega's van de Universiteit van Tokio te bezoeken. In de ochtend van 15 juni werd hij dood aangetroffen in zijn hotelkamer in Hotel Seiyoken in Tokio. Birkeland leed aan paranoia. Hij slikte het slaapmiddel Veronal. Uit een lijkschouwing bleek, dat hij 10 g veronal had ingenomen in plaats van de aanbevolen dosis van 0,5 g. Hij had ook alcohol gedronken. Het tijdstip van overlijden werd vastgesteld om 7 uur. Mogelijk had hij zelfmoord gepleegd. Birkeland was depressief omdat zijn theorie niet aanvaard werd.
Een planetoïde en een maankrater zijn naar hem genoemd. Ook staat hij op de achterkant van het 200-Kronen bankbiljet (vorige uitgave).